# GroupWise
GroupWise ist eine Groupware-Software des kanadischen Unternehmens OpenText. Zwischenzeitlich war die Software unter dem Namen Micro Focus GroupWise bekannt, zuvor lange Jahre als Novell GroupWise. Sie dient dem Verwalten von E-Mail, Terminen, Aufgaben, Adressen und Dokumenten. Ein Instant-Messenger-Programm ist ebenfalls in GroupWise integriert.
Im Softwarepaket ist als Serversoftware der SUSE Linux Enterprise Server enthalten, um ein komplettes Groupware-Paket ohne weitere Softwarekosten zu nutzen.
Aus WordPerfect Office entstand GroupWise Anfang der 1990er Jahre (entwickelt von der WordPerfect Corporation, die sich 1994 an Novell verkaufte). Im November 2010 wechselte das Produkt durch Aufkauf zu Attachmate, die im November 2014 mit Micro Focus fusionierten. GroupWise ist ein flexibles und erweiterbares System im LAN- und WAN-Umfeld. Es existieren Gateways für eine Reihe von Protokollen, um Informationen mit anderen Systemen auszutauschen.

## Funktionsmerkmale
GroupWise ist ein Kommunikations- und Kooperationssystem für Unternehmen. Es bietet Möglichkeiten zum Bearbeiten und Verwalten von E-Mail, Terminen, Aufgaben, Adressen, Dokumenten und Instant-Messenger-Mitteilungen. GroupWise arbeitet als Client-Server-System.
Das umfangreichste Client-Programm ist für Windows-Betriebssysteme verfügbar. Weiterhin sind ein Cross-Plattform-Client für Linux- und Macintosh-Systeme und ein Web-Client für den Zugriff über Webbrowser nutzbar. Der Linux- und der Macintosh-Client werden seit der Version 8 nicht mehr weiterentwickelt, GroupWise fokussiert sich ab Version 2012 auf den Windows- und den Web-Client.
Es gibt die Möglichkeit auch mit Standard E-Mail Client-Programmen über die Protokolle POP3, IMAP, CalDAV/CardDAV und ActiveSync auf die Postfächer zu zugreifen. Somit ist es ebenfalls möglich, mit Handheldgeräten, Smartphones und Tablets sowohl direkt per Internetverbindung als auch indirekt per Synchronisation auf GroupWise-Server zuzugreifen. Seit Version 2012 besteht die Möglichkeit, GroupWise mit Microsoft Exchange parallel zu betreiben und zu synchronisieren
Serverprogramme gibt es für die Serverbetriebssysteme Linux und Microsoft Windows. Mit der GroupWise-Version 2012 ist die Unterstützung für das nicht mehr weiterentwickelte Betriebssystem NetWare entfallen. Seit der Version 2014 ist GroupWise nicht mehr auf den Novell-Verzeichnisdienst eDirectory angewiesen, sondern kann ebenso einem anderen LDAP-Dienst, z. B. mit Active Directory, oder ganz ohne Verzeichnisdienst betrieben werden.

## Technische Details
GroupWise ist für die Verwendung in mittleren und großen Firmen auf Leistung ausgelegt. Das GroupWise-System ist modular und skalierbar gestaltet. Ein GroupWise-Server kann mühelos mehrere tausend Clients bedienen, mit Clustering ist eine Hochverfügbarkeit ebenfalls gewährleistet. Das GroupWise-System kann auf viele Server, auch über WAN-Strecken hinweg, verteilt aufgesetzt werden.
Im Hintergrund arbeitet GroupWise in einer Verzeichnisstruktur; in Index-Dateien je Postfach wird eine Relation auf verschlüsselt und komprimiert abgelegte E-Mail-Objekte gespeichert. So existiert z. B. eine E-Mail nur einmal im Postoffice, welches die Postfächer verwaltet. Das Verhältnis, das ein Sender oder die Empfänger auf diese E-Mail haben, existiert als Verweis im Index des jeweiligen Postfachs.
Dadurch geht GroupWise extrem sparsam mit Speicherplatz um. Zudem ist die beanspruchte Menge an Speicherplatz nur durch den verfügbaren Platz im Dateisystem limitiert.
Gleichzeitig erklärt das die sehr gute Performance. Die Übersicht eines Clients im Postfach erfordert alleine die gelegentliche Synchronisation mit dem eigenen Index.
Die Lizenzierung richtet sich ausschließlich nach der Anzahl der eingerichteten Postfächer; separate Lizenzen für die Server (außer dem darunter liegen Betriebssystem) und die zugehörige Client-Software gibt es nicht. Dadurch war und ist GroupWise besonders flexibel installierbar und interessant für Firmen mit vielen Standorten.

## Versionen
- 1986: WordPerfect Library 1.0
- 1987: WordPerfect Library für DOS
- 1988: WordPerfect Office 2.0
- 1990: WordPerfect Office 3.0
- 1992: WordPerfect Office 3.1
- 1993: WordPerfect Office 4.0 – auch Server für OS/2
- 1994: Novell GroupWise 4.1
- 1996: Novell GroupWise 5 – Integration in Novell eDirectory
- 1997: Novell GroupWise 5.2
- 1998: Novell GroupWise 5.5
- 2000: Novell GroupWise 6
- 2004: Novell GroupWise 6.5 – Linux-Unterstützung
- 2005: Novell GroupWise 7
- 2008: Novell GroupWise 8
- 2012: Novell GroupWise 2012 – keine NetWare-Unterstützung mehr
- 2014: Novell GroupWise 2014 – Active-Directory-Unterstützung
- 2015: Micro Focus GroupWise 2014 R2
- 2017: Micro Focus GroupWise 18
- 2018: Micro Focus GroupWise 18.1
- 2019: Micro Focus GroupWise 18.2
- 2020: Micro Focus GroupWise 18.3
- 2022: Micro Focus GroupWise 18.4
- 2023: OpenText GroupWise 18.5
- 2023: OpenText GroupWise 23.4